# Liegnitzer Lehnstreit
Der Liegnitzer Lehnstreit entwickelte sich nach dem Tod des Herzogs Ludwig II. Da er keine männlichen Nachkommen hinterließ, sollte sein Herzogtum Liegnitz als erledigtes Lehen an die Krone Böhmen fallen. Ursächlich für den Lehnstreit war eine gegenseitige Erbvereinbarung zwischen Herzog Ludwig II. und den drei Söhnen seines Stiefbruders Heinrich IX., für die die Zustimmung des böhmischen Landesherrn nicht eingeholt worden war. Die Erbauseinandersetzungen wurden erst 1469 durch eine neuerliche Lehensvergabe beigelegt.

## Geschichte
Bereits 1420 nach dem Tod ihres Vaters Heinrich IX. schlossen dessen Söhne Ruprecht II., Wenzel III. von Ohlau († 1423) und Ludwig III. mit ihrem Onkel Ludwig II., dem neben Brieg seit 1419 auch das Herzogtum Liegnitz gehörte, einen Erbvertrag, den die Vertragsparteien 1424 durch gegenseitige Eventualhuldigungen bekräftigten. Mit dem Vertrag sollte der Besitz für den jeweils anderen Familienzweig gesichert werden. Nachdem die Vertragsparteien weder den Vertrag noch die Eventualhuldigungen von ihrem Landesherrn, dem böhmischen König Sigismund bestätigen ließen, kam es nach Ludwigs II. Tod 1436 zu langwierigen Erbauseinandersetzungen. Da Ludwig II. keine männlichen Nachkommen hinterließ, beabsichtigte der König, das Herzogtum Liegnitz nunmehr als erledigtes Lehen einzuziehen. 
Da die beiden älteren Brüder Ruprecht II. und Wenzel III. beim Tode ihres Onkels Ludwig II. 1436 nicht mehr am Leben waren, versuchte deren jüngster Bruder Ludwig III. die Erbforderung mit allen Mitteln durchzusetzen. Dessen Anrecht wurde von König Sigismund kurz vor seinem Tod als unbegründet zurückgewiesen. Gleichzeitig setzte sich Sigismund dafür ein, dass Ludwigs II. hinterlassenes Gebiet Liegnitz-Brieg zunächst ungeschmälert an dessen Witwe Elisabeth von Brandenburg übergeht. Obwohl Ludwig III. bereits 1436 Brieg und Liegnitz zur Huldigung aufgerufen hatte, wurde er von Sigismunds Nachfolger König Albrecht am 12. Juli 1438 aufgefordert, die Angelegenheit bis zur rechtlichen Klärung ruhen zu lassen. Gleichzeitig bestätigte er ihm seine bisherigen Privilegien über Ohlau, Haynau, Lüben und Nimptsch.
Nach Ludwigs III. Tod 1441 versuchten dessen Söhne Johann I. und Heinrich X. den Kampf ihres Vaters um das Erbe des Herzogs Ludwig II. durchzusetzen. Nachdem sich Johann I. 1445 mit Ludwigs II. etwa fünfzehnjähriger Tochter Hedwig vermählte, die ein Jahr später den Sohn Friedrich I. gebar, war zumindest die Fortsetzung des Liegnitzer Stamms gesichert. 
Nach dem Tod von Ludwigs II. Witwe Herzogin Elisabeth von Brandenburg am 31. Oktober 1449, die dessen hinterlassenen Besitz als Leibgedinge verwaltete, nutzte der Rat der Stadt Liegnitz den bevorstehenden Herrscherwechsel sowie die rechtlich ungeklärte Situation des Herzogshauses, um seine Absichten durchzusetzen. Der Rat unter der Führung des Bürgermeisters Ambrosius Bitschen beabsichtigte, die Stadt unmittelbar der Krone Böhmen zu unterstellen, um nach dem Vorbild von Breslau den Status einer Königlichen Stadt zu erlangen, und so den herzoglichen Beeinträchtigungen zu entkommen. Nachfolgend verweigerten sowohl die Ritterschaft als auch die Städte der Anteile Liegnitz und Goldberg den herzoglichen Brüdern Johann I. und Heinrich X. die sofortige Huldigung. Noch im November 1449 meldete König Friedrich III. als Vormund des königlichen Kindes Ladislaus Postumus dessen Anspruch auf den Heimfall des Herzogtums Liegnitz an. Ebenfalls als Vormund des Ladislaus Postumus verschrieb der spätere Kaiser Friedrich III. die Stadt Liegnitz 1450 seinem Schwager Friedrich II. von Sachsen. Während er und der spätere Kaiser sowie die Patrizier und die böhmischen Stände sich für den Heimfall an Böhmen einsetzten, empörten sich die Böhmen über den nachmaligen Kaiser, dass er Liegnitz sofort weitergereicht habe. Für die Belehnung der herzoglichen Brüder Johann I. und Heinrich X. sprachen sich alle schlesischen Fürsten aus sowie die Liegnitzer Zünfte und die mit den Liegnitzern verwandten Hohenzollern. 1451 huldigte die Stadt den Sachsen. 
Nachdem Herzog Heinrich X. 1452 starb, kämpfte sein Bruder Johann I., dessen Frau Hedwig mit ihrem Sohn Friedrich I. aus der Stadt verwiesen worden war, bei Waldau nordwestlich von Liegnitz mit Waffen um sein Recht, wurde jedoch von seinen Gegnern geschlagen. Neben einer Geldstrafe musste er am 19. September 1452 formal auf sein Recht verzichten. Da er trotzdem seine Hoffnung nicht aufgab, suchte er weiterhin Kontakt zu den Liegnitzer Zünften und schloss sich der Capistran-Bewegung an, die sich gegen Böhmen wandte. Seine Bemühungen führten nicht zum Erfolg, da er schon ein Jahr später starb.
Nach der Krönung Ladislaus Postumus zum böhmischen König 1453 huldigte die Stadt Liegnitz diesem, während sich die schlesischen Fürsten und die böhmischen Stände für die Herzogsfamilie einsetzten. Da sich jedoch der Rat der Stadt durch die allgemeine Entwicklung in seinen Erwartungen enttäuscht sah und auch mit dem vom König eingesetzten Statthalter Boček von Kunstadt nicht zufrieden war, wurde Markgraf Albrecht Achilles, ein Bruder der verstorbenen Herzogin Elisabeth, zum Vermittler eingesetzt. Am 7. Mai 1454 unterbreitete er einen Vorschlag, mit dem auch König Ladislaus und dessen Gubernator Georg von Podiebrad einverstanden waren. Er beinhaltete folgende Punkte: Der Sohn des verstorbenen Herzogs Johann I., Friedrich I., wird mit Georg von Podiebrads vierjähriger Tochter Sidonie verlobt, Liegnitz und Goldberg huldigen Georg von Podiebrad persönlich, während ihm die übrigen Liegnitzer Lande nur als Vormund des kindlichen Herzogs Friedrich I. huldigen. Die Stadt Liegnitz verpflichtet sich, bis zur rechtlichen Klärung der Herzoginwitwe Hedwig und ihrem Sohn Friedrich I. zu huldigen. Zugleich löste Georg von Podiebrad den an Oppeln verpfändeten Teil von Brieg aus, den er Johanns I. Witwe Hedwig übergab. 
Noch bevor der Vermittlungsvorschlag angenommen wurde, empörten sich die Liegnitzer Zünfte gegen den Rat der Stadt. Der Bürgermeister Bitschen wurde gefangen genommen und hingerichtet. Der Statthalter Kunstadt verjagt und die Herzoginwitwe Hedwig mit ihrem Sohn, der als Erbherr anerkannt wurde, in die Stadt zurückgeführt. Zu den Gewinnern zählte der königliche Gubernator Georg von Podiebrad, der seinen Einfluss in Schlesien stärken konnte und dessen Tochter Sidonie zukünftige Herzogin von Liegnitz werden sollte. Nachdem Georg 1459 zum König von Böhmen gewählt worden war, huldigte ihm die Stadt Liegnitz, die Herzoginwitwe Hedwig und deren unmündiger Sohn Friedrich I., dessen Verlobung mit Georgs Tochter Sidonie nicht zustande kam.
Der Liegnitzer Lehnstreit wurde erst durch Georg von Podiebrads Gegenkönig Matthias Corvinus beigelegt, der 1469 neben Mähren auch Schlesien eroberte. Er verlieh im selben Jahr das Herzogtum Liegnitz offiziell an Herzog Friedrich I. Bei dessen Nachkommen blieb es bis zum Tod des Herzogs Georg Wilhelm I., mit dem der Liegnitzer Zweig der Schlesischen Piasten erlosch. Danach fiel es an Böhmen und erlangte den Status eines Erbfürstentums.